# Mack Hansen
Pour les articles homonymes, voir Hansen.

a Compétitions nationales et continentales officielles uniquement.

b Matchs officiels uniquement.
Dernière mise à jour le 30 juillet 2025.
Mack Hansen, né le 27 mars 1998 à Canberra (Australie), est un joueur international irlandais de rugby à XV évoluant au poste d'ailier au Connacht Rugby depuis 2021, après avoir été formé en Australie.

## Biographie

### Jeunesse et formation
Mack Hansen pratique le football puis le rugby dans sa jeunesse tout en suivant une formation pour devenir électricien, formation à laquelle il renonce pour se consacrer à son sport. Ayant commencé au rugby à XIII, il rejoint ensuite le rugby à XV et participe avec l'équipe d'Australie des moins de 20 ans au Championnat du monde junior 2018, qu'il termine cinquième.

### Carrière professionnelle
Mack Hansen commence à jouer pour les Brumbies en mars 2019 avant de rejoindre la province irlandaise du Connacht en 2021 pour deux saisons. Hansen a des attaches irlandaises par sa mère originaire de Cork.
Il participe à un stage avec l'équipe d'Irlande en novembre 2021 et est sélectionné par Andy Farrell en janvier 2022 pour le Tournoi des Six Nations, profitant des absences de Jacob Stockdale et James Lowe. Il est titulaire dans l'équipe irlandaise qui commence son Tournoi contre le pays de Galles. Initiant notamment le premier essai de la victoire irlandaise 29 à 7, Hansen est désigné homme du match. Lors du match suivant face à la France, il profite d'une mésentente entre Damian Penaud et Melvyn Jaminet pour récupérer le ballon sur un renvoi irlandais et inscrire son premier essai en sélection, ce qui n'empêche pas la défaite irlandaise 24 à 30.
Début janvier 2023, il est convoqué par Andy Farrell pour disputer le Tournoi des Six Nations. Il joue les cinq matchs du tournoi en tant que titulaire, inscrivant trois essais et l'Irlande remporte la compétition en réalisant le Grand Chelem.
Fin mai 2023, il est présélectionné dans un groupe de 42 joueurs pour préparer la Coupe du monde 2023 avec son pays. Conservé dans la liste finale pour le Mondial, il dispute les cinq matchs de l'Irlande et inscrit deux essais.
Blessé à une épaule en janvier 2024, son absence des terrains est alors évaluée entre trois et quatre mois, ce qui l'amène à renoncer à postuler à une participation au Tournoi des Six Nations 2024.
Début mai 2025, il est convoqué pour la tournée des Lions britanniques et irlandais en Australie. Il honore sa première sélection avec cette équipe face à l'Argentine le 20 juin suivant.

## Palmarès

### En club
- Finaliste du National Rugby Championship en 2017 avec les Canberra Vikings.
- Vainqueur du Super Rugby AU en 2020 avec les Brumbies.
- Finaliste du Super Rugby AU en 2021 avec les Brumbies.

### En équipe nationale
- Vainqueur du Tournoi des Six Nations en 2023 (Grand Chelem) avec l'équipe d'Irlande.